# Гуцол Євген Миколайович
Євге́н Микола́йович Гу́цол (нар. 13 травня 1990) — український легкоатлет, який спеціалізується в бігу на 800 метрів, багаторазовий чемпіон та призер національних першостей у бігу на короткі та середні дистанції. Майстер спорту міжнародного класу.
Закінчив Українську академію банківської справи. Одружений.
На національних змаганнях представляє Волинську область.

## Спортивна кар'єра
На ІІ Європейських іграх 2019 у Мінську брав участь у новому виді програми — динамічній новій легкій атлетиці (DNA). У гонці переслідування разом з Олексієм Поздняковим, Ольгою Ляховою та Яною Качур з результатом 4.25,02 виборов золото. За результатами фіналу динамічної нової легкої атлетики (DNA) здобув друге золото за турнір.

## Державні нагороди
- Орден «За заслуги» III ст. (15 липня 2019) — за досягнення високих спортивних результатів ІІ Європейських іграх у м. Мінську (Республіка Білорусь), виявлені самовідданість та волю до перемоги, піднесення міжнародного авторитету України[3].